# Aleksej Savrasov
Aleksej Savrasov (ryska: Алексе́й Кондра́тьевич Савра́сов), född 24 maj 1830, död 8 oktober 1897, var en rysk landskapsmålare.

## Några verk

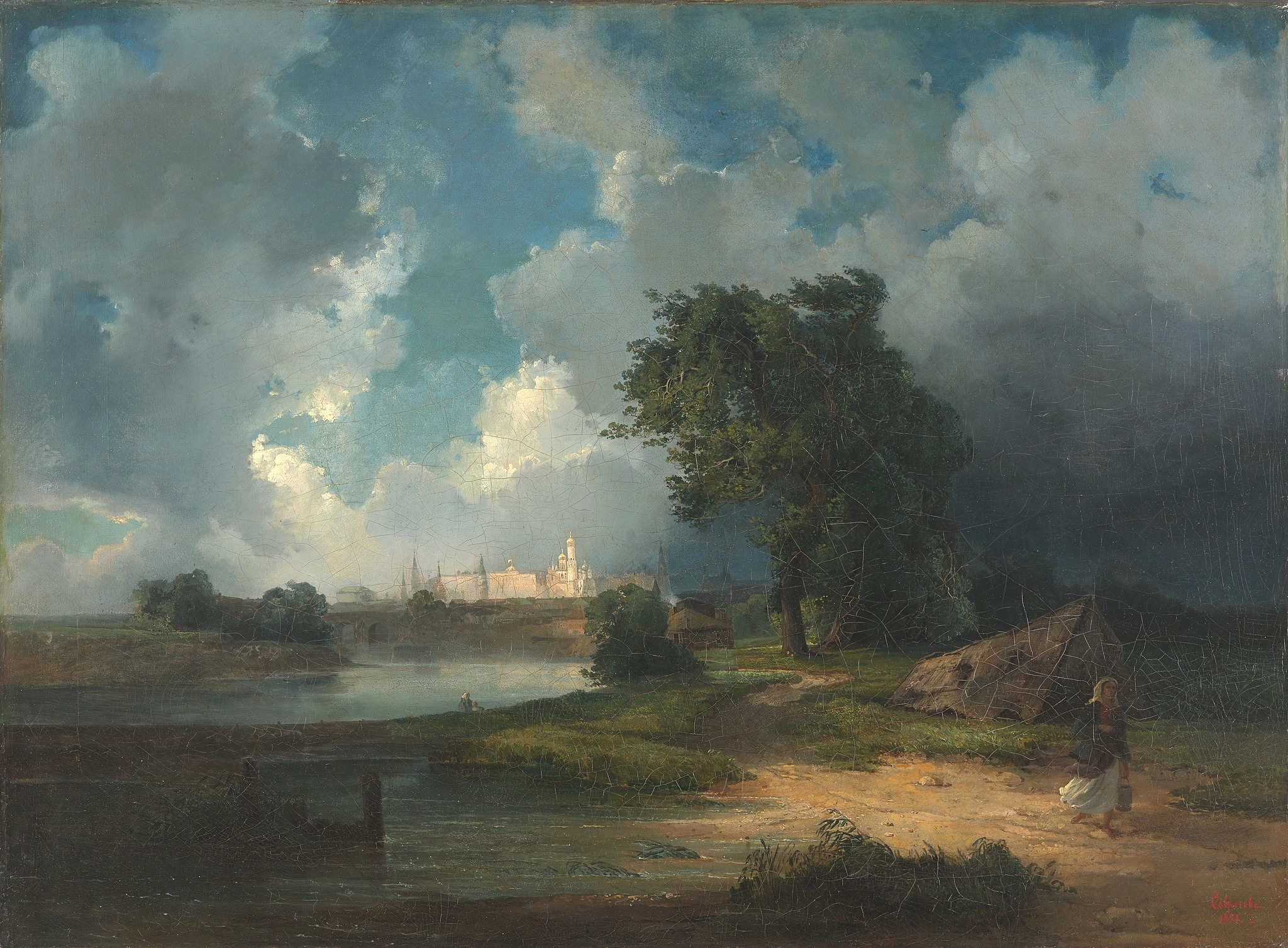
Vy över Kreml från Krymsky-bron i bistert väder (1851)
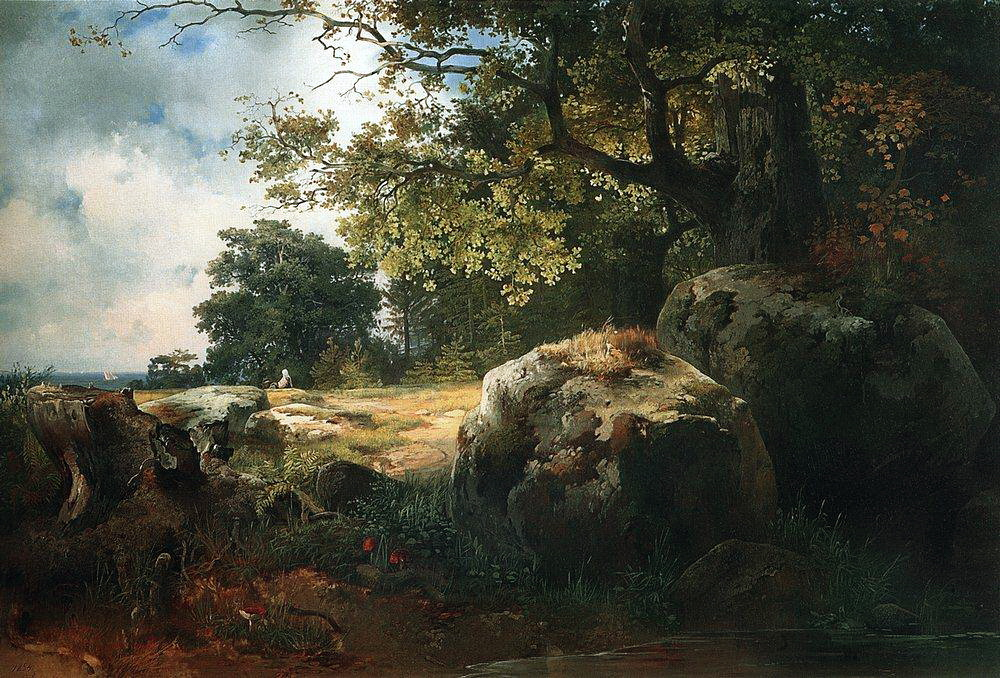
Vy över grannskapet Oranienbaum (1854)
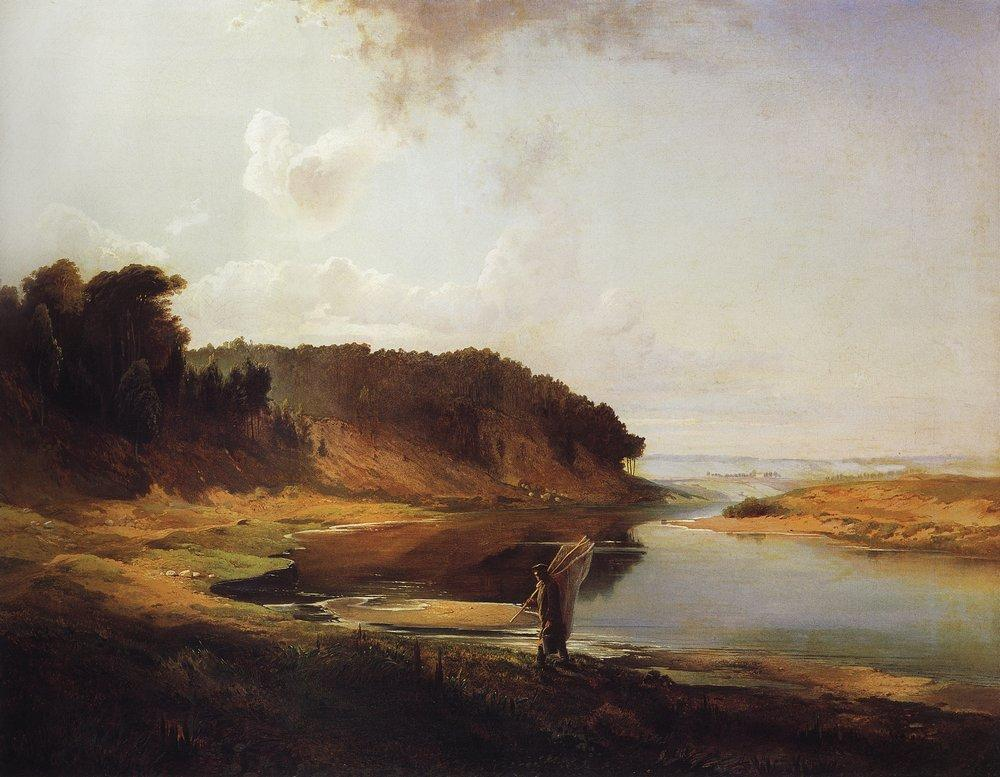
Landskap med flod och fiskare (1859)
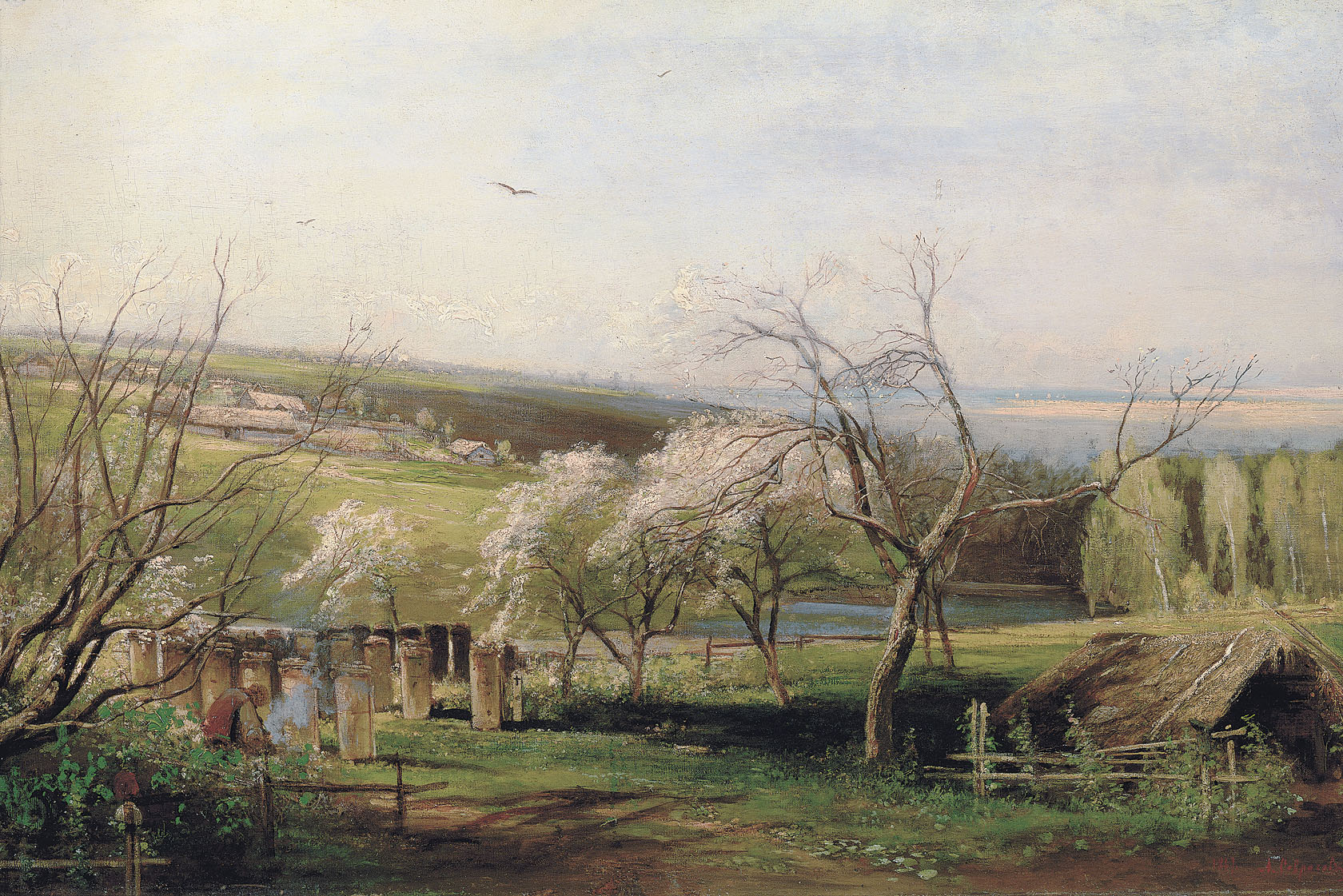
Rustik vy (1867)